# Electric Blues Duo
Electric Blues Duo is een muziekformatie, bestaande uit de gitarist Frank Diez en de bassist Colin Hodgkinson.

## Geschiedenis
Het Electric Blues Duo is een muziekformatie, die in 1986 werd geformeerd. Het duo ontmoette elkaar tijdens een productie met Konstantin Wecker en ontdekte zeer snel muzikale verbondenheid. Tot dit moment had ieder al zijn eigen, omvangrijke carrière uitgeoefend en de hoedanigheid dat beiden in zekere zin al sterren in hun huidige beroep waren, vormde de aanvankelijke samenwerking niet altijd volkomen ontspannend en harmonisch. Wat aanvankelijk door overeenkomstige professionaliteit moest worden gecompenseerd, werd volbracht door de groeiende vriendschap en het diepe respect, die de muzikanten voor elkaar ontwikkelden.
Tot vandaag staan weliswaar andere projecten van verscheiden stijlrichtingen op de voorgrond van hun muzikale scheppingsdrang. Het duo dient echter de protagonist, door hun diep gewortelde liefde te volgen: de blues. De meer dan 1300 optredens in de laatste jaren worden gedragen door improvisatie en altijd weer nieuwe stilistische verrassingen. Als internationaal erkende artiesten stonden onder andere tournees en concerten op het programma met John Mayall, Konstantin Wecker, Joan Baez, Mercedes Sosa, Miller Anderson, Tony Ashton, Cozy Powell, Spencer Davis, Jan Hammer en John Pearson.
Een mijlpaal in 1990 was het optreden voor meer dan 90.000 toeschouwers in Leipzig als speciale gasten van Peter Maffay. Bij voorkeur speel het Electric Blues Duo echter voor weinig publiek, hetgeen hun intentie, voordracht en het repertoire meer tegemoet komt dan stadionoptredens.
In 2006 werd het 20-jarig podiumjubileum gevierd en bracht men ter gelegenheid hiervan een Best Of-cd uit. Beiden waren bovendien lid van The British Blues Quintet. The Last Christmas Turkey Tour in 2013 werd aangekondigd als afscheidstournee en telt als de beëindiging van de gezamenlijke live-activiteiten van Hodgkinson en Diez in deze formatie. Een officiële verklaring van de ontbinding van het duo is er nog niet geweest.

## Discografie

### Albums
- 1986: Bitch
- 1989: Make Mine a Double
- 1992: Live (met de bigband van de Hessischer Rundfunk)
- 1995: Out on the Highway
- 1997: Lucky at Cards
- 2006: The last fair deal – 20 years Electric Blues Duo
- 2010: LIVE! L'Inoui Luxembourg